# Schwarzbach (Brandenburg)
Schwarzbach település Németországban, azon belül Brandenburgban. Lakosainak száma 640 fő (2023. december 31.).

## Népesség
A település népességének változása:
| Lakosok száma | 653  | 656  | 649  | 633  | 640  |
|               | 2017 | 2019 | 2021 | 2022 | 2023 |